# Condado de Adams (Washington)
O Condado de Adams é um dos 39 condados do estado americano de Washington. A sede de condado é Ritzville, e sua maior cidade é Othello. O condado possui uma área de 4 998 km², uma população de 16,428 habitantes, e uma densidade populacional de 12 hab/km² (segundo o censo nacional de 2000). O condado foi assim nomeado em homenagem ao segundo presidente americano, John Adams.